# Paseo de los Álamos

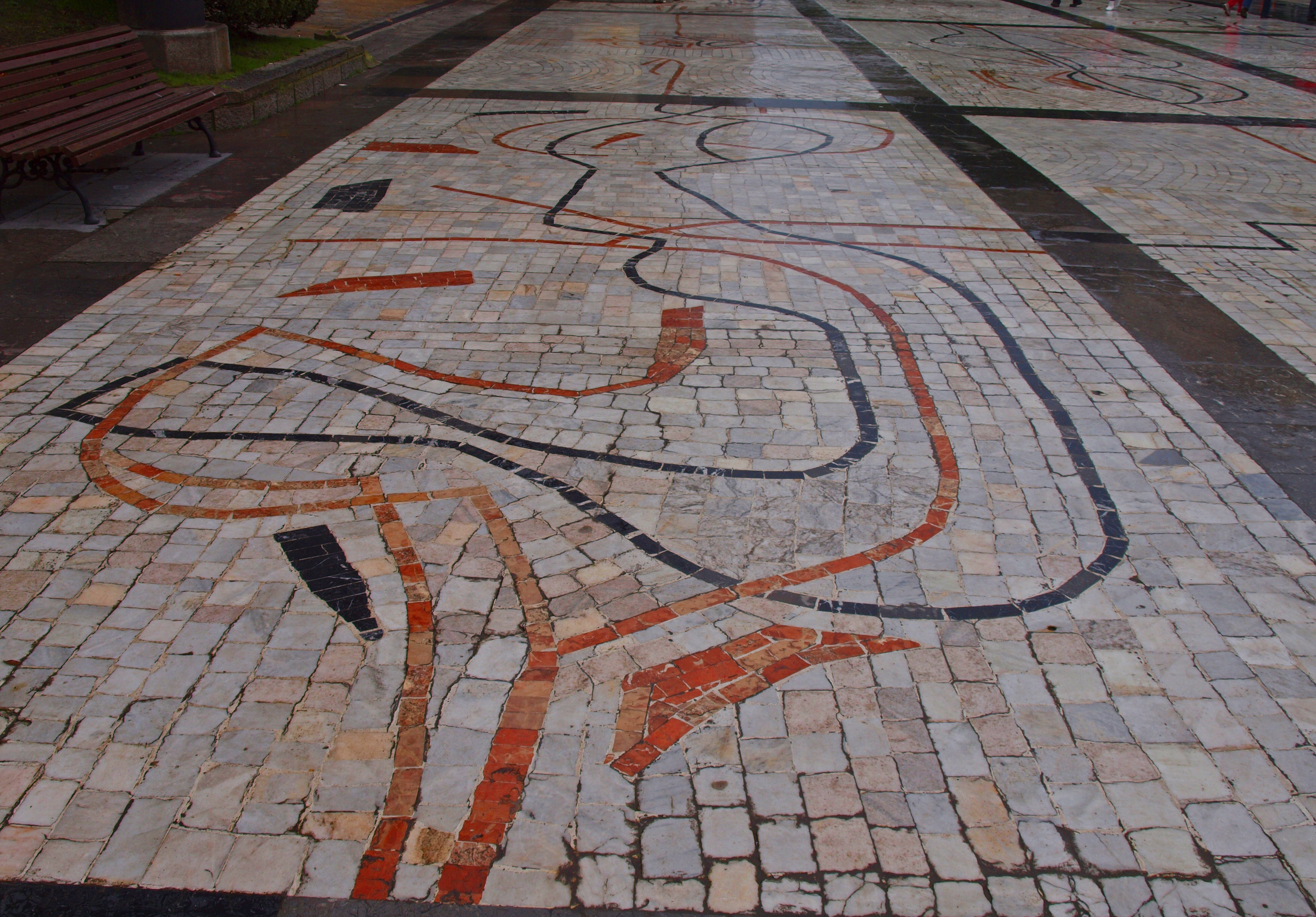
Pavimento del paseo de los Álamos. Mosaico en mármol obra de Antonio Suárez.

El paseo de los Álamos es una vía pública de la ciudad de Oviedo (Asturias, España). Se encuentra en la parte baja del Campo de San Francisco, paralelo a la céntrica calle de Uría.
El paseo se construyó en terrenos que ocupaba el parque y su nombre se debe a los numerosos álamos que poblaban la zona, aunque su denominación varió a lo largo de su historia. Se cambió su nombre a paseo del Príncipe Alfonso en 1925, cuando se realizó su primera reforma de importancia, que consistió en aslfaltarlo y que supuso la tala de la fila central de álamos (que dividía el paseo por la mitad). Seis años más tarde, el 12 de diciembre de 1931, se convirtió en el paseo de Pablo Iglesias, fundador del PSOE. Tras la guerra civil española se renombró a José Antonio Primo de Rivera, aunque el proyecto inicial era denominarlo de los Caídos. En los años 1950 se plantaron nuevos álamos en el lugar aproximado en que se encontraban los originales. Finalmente, el 29 de junio de 1979 el Ayuntamiento restituyó el nombre inicial del paseo.

### Mosaico
Desde el año 1966 cuenta con un pavimento de mármol que es un mosaico abstracto, obra de Antonio Suárez. El mosaico ocupa una superficie de 3689 m2  sobre la que hay seis quioscos y, por temporadas, carpas comerciales que dañan el pavimento con sus fijaciones. A comienzos de 2010 se realizó una restauración de parte de este mosaico.